# Ștefănești (Argeș, Rumunjska)
Ștefănești je grad u županiji Argeș u Rumunjskoj. Grad upravlja sa sedam sela: Enculești, Golești, Izvorani, Ștefăneștii Noi, Valea Mare-Podgoria, Viișoara i Zăvoi.